# Perveneț, Veselînove
Perveneț (în ucraineană Первенець) este un sat în comuna Podillea din raionul Veselînove, regiunea Mîkolaiiv, Ucraina.

## Demografie
Componența lingvistică a localității Perveneț
     Ucraineană (90%)
     Rusă (8,57%)
     Alte limbi (1,42%)
Conform recensământului din 2001, majoritatea populației localității Perveneț era vorbitoare de ucraineană (90%), existând în minoritate și vorbitori de rusă (8,57%).